# Calamagrostis lapponica
Calamagrostis lapponica — багаторічна трав'яниста рослина родини тонконогові (Poaceae), поширена в холодних областях північної півкулі.

## Опис
Кореневище коротке. Стебла 27–80 см довжиною. Листові піхви гладкі. Лігули 2–4 мм завдовжки. Листові пластини плоскі, 5–15 см завдовжки, 2–4 мм шириною. Листяна поверхня ребриста; гладка або напухлиста. Суцвіття — волоть. Квітоніжка гладка. Волоть довгаста, 7–15 см завдовжки. Колоски поодинокі. Врожайні колоски з квітконіжкою. Колоски складаються з 1 родючою квіткою. Колоски ланцетні, стиснуті з боків, 4.5–5.5 мм завдовжки, розпадаються при зрілості. Колоскові луски стійкі, подібні, перевищують верхівки квітів, міцніші, ніж родюча лема. Верхня колоскова луска ланцетна, 4.5–5.5 мм завдовжки, пурпурна, 1-кілева, 1-жильна, верхівка гостра. Родюча лема ланцетна, довжиною 3–3.5 мм, без кіля; 5-жильна, вершина зубчаста. Пиляків 3; 1.5–2.1 мм завдовжки.

## Поширення
Північна Америка: Ґренландія, Канада, Аляска; Азія: Китай, Корея, Монголія, Далекий Схід, Сибір; Європа: Росія, Фінляндія, Норвегія, Швеція. 